# NGC 1369
NGC 1369 (również PGC 13330) – galaktyka spiralna z poprzeczką (SB0-a), znajdująca się w gwiazdozbiorze Erydanu. Została odkryta 19 stycznia 1865 roku przez Johanna Schmidta. Należy do gromady w Piecu.
W galaktyce tej zaobserwowano niepotwierdzoną supernową SN 1969A.